# Espacio Memorial Penal de Libertad
El Espacio Memorial Penal de Libertad es un monumento conmemorativo en homenaje a los 2872 presos políticos que estuvieron detenidos en el Establecimiento Militar de Reclusión Nº1 (EMR1), que funcionó entre el 1 de octubre de 1972 y el 14 de marzo de 1985, lapso en su casi totalidad comprendido por la dictadura militar en Uruguay.
La placa que está colocada en ese sitio de memoria indica que es también un homenaje a sus familiares, que recorrieron tantas veces ese camino que va desde el punto en que se ubica la obra hasta el Penal “cargados de sueños y esperanzas de libertad”, a “los militantes políticos y sociales que en ese Centro de Reclusión fueron asesinados”, y “al pueblo de Libertad que se convirtió en ’zona de guerra’ en ese período.
Se ubica en el cruce del km 52.500 de la Ruta 1 (que se extiende paralela a la costa, desde Colonia a Montevideo) y la Ruta 89 que es la que ingresa a la ciudad de Libertad y al Penal.

## Antecedentes
En septiembre de 2016 la asociación de ex presas y presos políticos de la dictadura CRYSOL, en nombre de la Comisión Espacio Memorial Penal de Libertad, patrocinadora del homenaje, realizó una convocatoria pública a la presentación de propuestas en el marco de un concurso. Esta Comisión se integró, además de CRYSOL, con organizaciones políticas y de la sociedad civil de la ciudad de Libertad (cercana al lugar donde se enclava la obra) y a los que luego se fueron sumando distintas instituciones del gobierno nacional como Ministerio de Transporte y Obras Públicas (MTOP) y el Ministerio de Educación y Cultura (MEC).
El jurado del concurso estuvo integrado por Mariano Arana (ex Intendente de Montevideo, exministro de Vivienda, Ordenamiento Territorial y Medio Ambiente); Luis Lazo (en representación del MTOP, ex-preso político); Jorge Tiscornia (en representación de los concursantes, artista, ex-preso político), y Javier Alonso (Director de uno de los talleres de la Escuela Nacional de Bellas Artes de la Universidad de la República).
Los fallos se presentaron el 7 de diciembre de 2016 por parte de los ministros Víctor Rossi (MTOP) y María Julia Muñoz (MEC). El proyecto ganador resultó ser el presentado por Raquel Lejtreger y Javier Olascoaga, quienes son, a su vez, hijos de presos políticos que estuvieron en el penal.

## Proyecto y construcción
El proyecto se compone de los siguientes elementos:
1. LA PUERTA. Una puerta abierta de hormigón armado que tiene los nombres de los 2872 presos políticos. La puerta tiene una altura de 15 metros y tiene una ventana que permite mirar cielo y árboles, como memoria del futuro anhelado.
2. EL CAMINO. Memoria del recorrido tantas veces transitado por los familiares.
3. EL BANCO. Un banco único y largo, un objeto indiviso.
4. EL BOSQUE DE CINA-CINAS. Un árbol típico de la flora nacional, integrado a numerosas letras del canto popular uruguayo y que por su morfología es memoria del viento que caracteriza la zona,
5. LAS MARCAS DE LA RESISTENCIA, que se disponen en el camino y el bosque, integrando a este sitio los otros sitios de memoria del país, otras marcas, otros hechos. (El objeto que los representa, similar a un asiento con forma de hongo, fue proyectado por el Instituto de Diseño de la Facultad de Arquitectura para el Proyecto Memoria de la Resistencia, desarrollado inicialmente solo para Montevideo).[nota 1]

El proyecto constructivo fue financiado por el Ministerio de Transporte y Obras Públicas. El 24 de noviembre de 2016 fue declarado obra de interés nacional por el Ministerio de Educación y Cultura.
El 8 de septiembre de 2017 se colocó la piedra fundamental del monumento.
Además de las cina-cinas mencionadas se plantó una línea de plumerillos rojos.

## Inauguración
Se realizó el 15 de mayo de 2018, con una asistencia de más de 3.000 personas en un acto encabezado por el presidente de la República Tabaré Vázquez, la participación oratoria de la ministra de Educación y Cultura María Julia Muñoz, el ministro de Transporte y Obras Públicas Víctor Rossi, Osvaldo Espinosa en representación de la Comisión del Espacio Memorial del Penal de Libertad y Gastón Grisoni, presidente de Crysol, y que contó con la presencia de varios ministros y parlamentarios.
Durante la ceremonia la ministra de Educación y Cultura, María Julia Muñoz, descubrió una placa cuyo texto dice: «Ministerio de Educación y Cultura - República Oriental del Uruguay - Comisión Especial Ley 18.596. Espacio Memorial Penal de Libertad. El Penal de Libertad fue Centro de Reclusión de máxima seguridad, entre el 1º de octubre de 1972 y el 10 de marzo de 1985. Homenaje. A los 2872 ex-presos políticos que estuvieron detenidos en el EMR1. A sus familiares que recorrieron desde aquí hasta el Penal cargados de sueños y esperanzas de libertad. A los militantes políticos y sociales, que en ese Centro de Reclusión fueron asesinados. Al pueblo de Libertad que se convirtió en “zona de guerra” durante ese período. Nunca más terrorismo de Estado. 15 de mayo de 2018» 
El evento se trasmitió en vivo a través de la Televisión Nacional de Uruguay, anunciándose en los días previos.
El MTOP realizó un pequeño video con una síntesis de la inauguración.